# Henryk Waniek
Henryk Waniek (ur. 4 marca 1942 w Oświęcimiu) – śląski malarz i grafik, pisarz i publicysta, krytyk artystyczny i literacki.

## Życiorys
Jest synem Jana i Ireny z domu Juszczak. Do Katowic przeniósł się z rodzicami w 1945 roku. Po ukończeniu w 1955 r. Szkoły Podstawowej nr 4 w Katowicach, naukę kontynuował w V Liceum Ogólnokształcącym (1955–1957) oraz w Państwowym Liceum Sztuk Plastycznych w Katowicach, gdzie w roku 1962 zdał maturę. Następnie przez rok pracował w Domu Książki w Katowicach. W roku 1964 rozpoczął studia na Wydziale Grafiki Akademii Sztuk Pięknych w Krakowie, Oddziale w Katowicach.
W latach 1965–1966 był hospitantem na Wydziale Historii Sztuki Uniwersytetu Jagiellońskiego. W tym okresie zaangażowany był również w działalność założonego przez studentów ASP DKF „Kino-oko”, którego prezesem został w roku 1966.
Na studiach związał się z malarzami o orientacji fantastyczno-magicznej, Barbarą i Henrykiem „Fantazosem” Ziembickimi. Przystąpił także do utworzonej w 1967 grupy Oneiron zwanej też Ligą Spostrzeżeń Duchowych. Członkowie tej grupy zwrócili się ku magii i alchemii, a także filozofii i religii Dalekiego Wschodu. Artyści próbowali penetrować i artystycznie wykorzystywać tzw. odmienne stany świadomości.
W latach 60. i 70. odbywali regularne sesje, kręcili filmy, wydawali (w dwóch egzemplarzach) krążący po domach i pracowniach malarskich periodyk zatytułowany „Nowe Bezpretensjonalne Pismo Święte w Obrazkach”. Miał on formę teczki, do której H. Waniek z A. Urbanowiczem wkładali rękopisy, maszynopisy, rysunki, fotografie, nagrania.
W roku 1970 uzyskał dyplom z plakatu u prof. Tadeusza Grabowskiego oraz grafiki artystycznej u prof. Andrzeja Pietscha. Po studiach krótko pracował w Państwowym Liceum Sztuk Plastycznych w Katowicach jako nauczyciel sztuki oraz w Zakładzie Sztuki cieszyńskiej filii Uniwersytetu Śląskiego (1976–1978) w charakterze wykładowcy.
W roku 1976 był stypendystą Rządu Włoskiego na pobyt we Florencji, natomiast w latach 1976–1977 otrzymał stypendium Fundacji Kościuszkowskiej (The Kosciuszko Foundation) w Nowym Jorku. 23 sierpnia 1980 roku dołączył do apelu 64 uczonych, pisarzy i publicystów do władz komunistycznych o podjęcie dialogu ze strajkującymi robotnikami.
Żoną artysty jest od 6 maja 1972 r. Joanna Pasiud. Mają syna Michała (ur. 1978) i córkę Laurę (ur. 1985).
Od 1980 r. mieszka i tworzy w Brwinowie pod Warszawą.
Henryk Waniek jest malarzem surrealistą. Realizuje swoje wizje w tradycyjnym malarstwie olejnym, zajmuje się również rysowaniem, grafiką wydawniczą i plakatem oraz sporadycznie scenografią do sztuk teatralnych. Prace śląskiego artysty eksponowane były na ponad 100 wystawach zbiorowych; jest również autorem ponad 100 wystaw indywidualnych.
Henryk Waniek jest także pisarzem i znawcą historii, filozofii, religioznawstwa i literatury mistycznej. Jest twórcą kilku książek eseistycznych. Pisze drobne utwory literackie, uprawia krytykę artystyczną. Od 1971 roku publikuje w czasopismach kulturalnych i literackich. Jego twórczość pisarska jest odbiciem jego fascynacji i zainteresowań ezoterycznych i historiozoficznych związanych ze Śląskiem, wpisanych w skomplikowane dzieje tych ziem.

## Twórczość: malarstwo
Tworzy głównie obrazy olejne i rysunki. Komponuje symetryczne i koncentryczne obrazy z tradycyjnych atrybutów magii: okien, kielichów, drabin, diabłów, tęczy, spadających gwiazd. Jego prace są pełne są symboliki, alegorii i metafor.
Wystawy indywidualne
Między innymi: wielokrotnie w Galerii Zapiecek w Warszawie, w Bratysławie, Katowicach, Krakowie oraz jednorazowo w Berlinie, Düsseldorfie, Bielsku-Białej, Jaworznie, Jeleniej Górze, Kielcach, Kłodzku, Lipsku, Lublinie, Łodzi, Olsztynie, Płocku, Poznaniu, Szczecinie, Toruniu, Wałbrzychu, Wrocławiu, Zamościu.
Udział w wystawach zbiorowych
Między innymi: wielokrotnie w Berlinie, Częstochowie, Jeleniej Górze, Katowicach, Szczecinie i Warszawie
a także jednorazowo w Baltimore, Brukseli, Darmstadt, Dortmundzie, Düsseldorfie, Essen, Hamburgu, Kilonii, Kladnie, Kolonii, Krakowie, Londynie, Lyonie, Malmö, Menton, Monachium, Ostrawie, Paryżu, Santa Barbara, Sztokholmie, Trewirze, Toruniu, Wiedniu i Zakopanem.
Jego prace mają w swoich zbiorach między innymi:
- Muzeum Narodowe w Krakowie
- Muzeum Narodowe w Warszawie
- Muzeum Narodowe w Poznaniu
- Muzeum Narodowe w Gdańsku
- Muzeum Narodowe w Szczecinie
- Muzeum Narodowe w Kielcach
- Muzeum Śląskie w Katowicach
- Muzeum Górnośląskie w Bytomiu
- Muzeum Lubelskie w Lublinie
- Muzeum Okręgowe w Toruniu
- Muzeum w Wałbrzychu
- Muzeum Okręgowe im. Leona Wyczółkowskiego w Bydgoszczy
- Muzeum Ziemi Kłodzkiej
- Muzeum w Gliwicach
- Muzeum Karkonoskie w Jeleniej Górze
- Muzeum w Chorzowie
- Muzeum Miejskie w Siemianowicach Śląskich
- Muzeum Miejskie w Zabrzu
- Landskrona Museum (Szwecja)
- Muzeum Polskie w Rapperswilu (Szwajcaria)
- Marble Gallery (Londyn)
- The Kosciusko Foundation (Nowy Jork)

Jego dzieła znajdują się także w publicznych i prywatnych kolekcjach w Polsce, Anglii, Belgii, Francji, Holandii, Japonii, Kanadzie, Niemczech, Szwecji, USA, Włoszech i innych krajach.
Scenografia
- 1979 – zagrał samego siebie w filmie Antoniego Krauzego Podróż do Arabii (premiera: 19.05.1980);
- 1980 – autor scenografii do spektaklu telewizyjnego w reżyserii Janusza Kondratiuka Carmilla (premiera 13.11.1980 r.);
- 1988 – współpracował przy scenografii (obrazy) do filmu Antoniego Krauzego Dziewczynka z hotelu Excelsior (premiera: 19.12.1988);
- 1991 – współpracował przy scenografii (makiety) do filmu Andrzeja Kondratiuka Ene...due...like...fake... (premiera: 23.03.1993);
- 1991 – był współtwórcą scenografii do filmu Janusza Kondratiuka Głos (premiera 29.01.1992).

## Twórczość: pisarstwo
Twórczość literacka Wańka dotyczy, podobnie jak malarska, historii, filozofii i alchemii, pełna jest alegorii i metafor. Od 1971 roku publikował w licznych czasopismach literackich i kulturalnych („Dialog”, „Charaktery”, „Literatura na Świecie”, „Na Głos”, „Odra”, „Opcje”, „Projekt”, „Przegląd Polityczny”, „Regiony”, „Sycyna”, „Śląsk”, „Twórczość”, „Tygodnik Powszechny”, „Więź” i „Znak”). Swoje felietony zamieszczał również w „Dzienniku Zachodnim” i „Gazecie Wyborczej”.
Publikacje książkowe
- Dziady berlińskie, Warszawa 1984 (drugi obieg), wyd. 2 popr., Wrocław 1999, ISBN 83-7023-702-9.
- Przestrzeń, Bydgoszcz 1988 (na prawach rękopisu);
- Hermes w Górach Śląskich, Wrocław 1994, wyd. 2, Wrocław 1996, ISBN 83-7023-362-7.
- Opis podróży mistycznej z Oświęcimia do Zgorzelca, Kraków 1996, ISBN 83-7006-405-1.
- Henryk Waniek, Pitagoras na trawie, Warszawa: Przedświt, 1997, ISBN 83-7057-041-0, OCLC 297548604. Brak numerów stron w książce
- Las w lustrach / Forest in the Mirrors, współautor (wiersze): Janusz Szuber; Rzeszów 2001, ISBN 83-911519-2-1.
- Inny Hermes, Warszawa-Wrocław 2001, ISBN 83-01-13666-9.
- Henryk Waniek, Martwa natura z niczym: szkice z lat 1990–2004, Kraków: Znak, 2004, ISBN 83-240-0468-8, OCLC 830628070. Brak numerów stron w książce
- Finis Silesiae, Wrocław 2004, ISBN 83-7023-999-4.
- Henryk Waniek, Wyprzedaż duchów, Wrocław: Wydawnictwo Dolnośląskie, 2007, ISBN 978-83-7384-648-7, OCLC 177007930. Brak numerów stron w książce
- Henryk Waniek, Sprawa Hermesa, Kraków: Wydawnictwo Literackie, 2007, ISBN 978-83-08-04090-4, OCLC 176932438. Brak numerów stron w książce
- Henryk Waniek, Katowice-blues, czyli Kattowitzer-Polka, Katowice: „Śląsk” Wydawnictwo Naukowe, 2010, ISBN 978-83-7164-613-3, OCLC 751498721. Brak numerów stron w książce

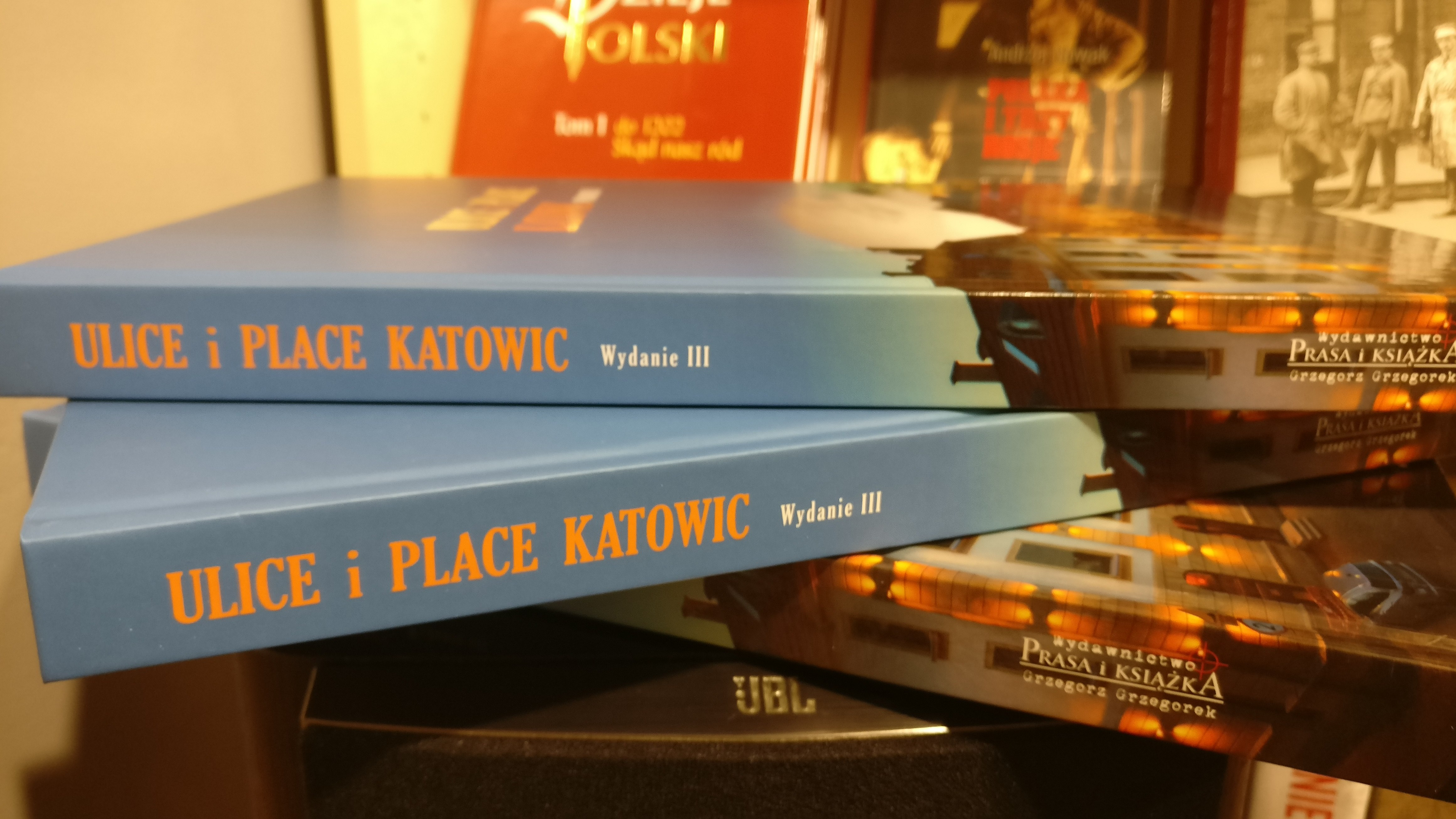
Ranty książki Ulice i place Katowic – wydanie III autorstwa Michała Bulsy, do której Henryk Waniek napisał słowo wstępne

- Miasto z duszą (wstęp do książki: Michał Bulsa, Ulice i place Katowic, Katowice 2012, ISBN 978-83-933-665-8-3[3][4]);
- Katowice to wyborny temat (wstęp do książki: Michał Bulsa, Grzegorz Grzegorek, Beata Witaszczyk, Domy i gmachy Katowic, Katowice 2013, ISBN 978-83-63780-00-5[5]);
- Notatnik i modlitewnik drogowy, Szczecin 2013, ISBN 978-83-63316-43-3.
- Jak Johannes Kepler jadąc do Żagania na Śląsku zahaczył o księżyc, Kotórz Mały 2015, ISBN 978-83-936190-9-2.
- Henryk Waniek, Cmentarz nieśmiertelnych, Wrocław: Ośrodek Kultury i Sztuki Instytucja Kultury Samorządu Województwa Dolnośląskiego, 2015, ISBN 978-83-62290-50-5, OCLC 946361857. Brak numerów stron w książce
- Obcy w kraju urodzenia, Kotórz Mały 2016, ISBN 978-83-65558-06-0.
- Henryk Waniek, Miasto niebieskich tramwajów, Szczecin: Wydawnictwo Forma, 2017, ISBN 978-83-65778-40-6; 978-83-65778-41-3. Brak numerów stron w książce
- Henryk Waniek, Szalone życie Macieja Z, Warszawa: Iskry, 2018, ISBN 978-83-24-40506-0. Brak numerów stron w książce
- Waniek H. Notatnik i modlitewnik drogowy II, Szczecin: Forma, 2020 ISBN 978-83-66180-76-5.
- Waniek H. Finis Silesiae, wydanie 3 poprawione, Kotórz Mały: Canon silesiae/ślonsko bibliotyka 2021 ISBN 978-83-65558-34-3 / ISBN 978-83-65558-35-0.
- Waniek H. Obrazy napisane, Miejska Biblioteka Publiczna, Ruda Śląska 2022, ISBN 978-83-951244-4-0.
- Waniek H. Ciulandia, Kotórz Mały: Silesia progres 2022 ISBN 978-83-65558-48-0.
- Waniek H. Lapis philosophorum, Convivo 2022 ISBN 978-83-965949-0-7.
- Wędrowiec śląski, Wydawnictwo W.A.B. 2024, ISBN 978-83-8319-473-8.
- Notatnik i modlitewnik drogowy III, Szczecin: Forma 2024, ISBN 978-83-68215-22-9.
- Silesius, Wydawnictwa Biblioteki Śląskiej, Katowice 2024, ISBN 978-83-67152-76-1.

Henryk Waniek jest również bohaterem filmu dokumentalnego z 1998 r. Sztuka błądzenia, którego producentem, scenarzystą i reżyserem jest Andrzej Titkow, kompozytorem muzyki Stanisław Sojka, a realizatorem zdjęć Jacek Knopp.

## Odznaczenia, nagrody i wyróżnienia
Za zasługi w działalności na rzecz Śląska oraz za osiągnięcia w pracy zawodowej i społecznej, 4 kwietnia 2005 r. odznaczony został Krzyżem Kawalerskim Orderu Odrodzenia Polski, a w 2007 r. otrzymał Srebrny Medal „Zasłużony Kulturze Gloria Artis”.
Za swoje dzieła, artysta zarówno w kraju, jak i za granicą otrzymał wiele nagród, między innymi:
- 1974 – Wyróżnienie na Festiwalu Współczesnego Malarstwa Polskiego, Szczecin;
- 1974 – Prix national na Biennale Internationale de Peinture, Cagnes-sur-Mer;
- 1975 – Nagroda w Ogólnopolskim Konkursie Malarskim im. Jana Spychalskiego, Poznań;
- 1981 – Nagroda Plakat Roku, Warszawa;
- 1982 – Nagroda Silver Hugo za plakat filmowy na International Film Festival, Chicago;
- 1995 – Nagroda Warszawskiej Premiery Literackiej – za książkę Hermes w Górach Śląskich;
- 1997 – Nagroda im. Andrzeja Kijowskiego – za książki: Hermes w Górach Śląskich, Opis podróży mistycznej z Oświęcimia do Zgorzelca 1257–1957 i Pitagoras na trawie;
- 1997 – Wyróżnienie Fundacji Kultury za książkę Pitagoras na trawie;
- 1999 – Nagroda Kulturalna Śląska Kraju Związkowego Dolnej Saksonii (Kulturpreis Schlesien des Landes Niedersachsen), Hannover – za książkę Opis podróży mistycznej z Oświęcimia do Zgorzelca 1257–1957;
- 2004 – Finał Nagrody Literackiej Nike za książkę Finis Silesiae[8];
- 2005 – Dolnośląska Nagroda Literacka „Laur” – za książkę Finis Silesiae;
- 2005 – Nagroda miesięcznika „Śląsk” „Śląski Orzeł” – za książkę Finis Silesiae;
- 2007 – Nagroda im. ks. Augustina Weltzla „Górnośląski Tacyt” – za książkę Finis Silesiae;
- 2023 – Galernik Sztuki – nagroda artystyczna Galerii Autorskiej Jana Kaji i Jacka Solińskiego[9][10].

## Przynależność organizacyjna
- Związek Polskich Artystów Plastyków – od 1970 r.
- Stowarzyszenie Pisarzy Polskich – od 1995 r.
- PEN Club – od 1995 r.